# 張淵 (嘉靖進士)
張淵（1508年—？），字惟本，號纓泉，河南開封府陳州民籍，浙江鄞縣人，明朝政治人物。同進士出身。

## 生平
嘉靖十六年丁酉科（1537年）河南鄉試第六十四名舉人。嘉靖二十六年（1547年）中式丁未科會試第四十九名，登第三甲第二十二名進士。大理寺觀政，二十九年授兴化府推官，摄仙游县篆，升南京户部主事，升工部员外郎、郎中，出为山东运同，迁知武昌府，升山西副使、备兵紫荆。遷江西右参政，四十五年九月，诏大索严世蕃等寄赃银，张渊与江西按察使季德甫等人不肯为任，被巡按御史成守节弹劾閑住。後歴任广东、贵州左布政使，投劾归。著有《一舫斋集》。

## 家族
曾祖張旺；祖父張謙；父張鎧，母童氏。子张植、张枋、张枤、张杜。